# Докърти
Окръг Дакърти (на английски: Dougherty County) е окръг в щата Джорджия, Съединени американски щати. Площта му е 868 km², а населението - 94 882 души. Административен център е град Олбани.